# Rohrbeck (Iden)
Rohrbeck ist ein Ortsteil der Gemeinde Iden im Landkreis Stendal im Norden des Landes Sachsen-Anhalt.

## Geographie
Rohrbeck, ein durch Gutsbildung deformiertes Straßendorf, liegt etwa zweieinhalb Kilometer südwestlich des Dorfes Iden an der Kreisstraße 1062. Östlich liegt das Waldgebiet Rohrbecker Holz. Westlich fließt der Hollandgraben Rohrbeck in die Cossitte, heute ein Graben.
Nachbarorte sind Uchtenhagen im Westen, Königsmark und Wasmerslage im Nordwesten, Iden im Nordosten, Gethlingen im Südosten und Walsleben im Südwesten.

## Geschichte

### Mittelalter bis Neuzeit
Im Jahre 1204 wird ein Hermannus de Rorebeke in einer Urkunde als Zeuge genannt. In einer anderen Urkundentranskription heißt er Hermannus de Rorbeck. Die erste Erwähnung des Dorfes stammt aus dem Jahre 1344 als in deme dorpe tv hrorebeke, als der Knappe Hans von Vinzelberg beurkundete, dass ihm Geldhebungen im Dorf verkauft worden seien. Weitere Nennungen sind 1384 in deme dorpe Rorbeke, 1541 Rorbeck, 1687 Rohrbeck, 1804 Dorf und zwei Güter Rohrbeck.

### Besitzverhältnisse
Rohrbeck wurde zu einem Rittergut. Die Dort wohnenden Besitzer von vor 1464 an waren eine Familie von Rossow. Ab 1605 gehörte es den Woldeck von Arneburg.
1749 wurde das Gut geteilt: Der eine Gut blieb bis 1770 bei Woldeck von Arneburg. Er ging danach an die 6 Kinder des Obergerichtsrats Julius Ludwig Woldeck von Arneburg, 1779 an dessen Tochter Sophie Eleonore. In der Folge wechselte das Gute häufig den Besitz, bis es 1795 an die Gebrüder von Kröcher kam und wieder mit dem anderen Gut vereinigt wurde.
Das andere Gut war bis 1791 ebenfalls bei Woldeck von Arneburg, danach bis 1795 bei Carl von Sobbe, anschließend bis 1797 bei von Kröcher. Von 1797 bis nach 1865 ging das Gut in Besitz der Familie von Romberg, die es bis in die Mitte des 19. Jahrhunderts hielt. Vor 1872 bis 1877 war Albert Schütze Rittergutsbesitzer, 1878 bis 1925 Kommerzienrat Freise in Neustadt-Magdeburg, der spätere Besitzer des Rittergutes Iden. Bis 1945 blieb es in Besitz der Familie Rusche in Rohrbeck.

### Landwirtschaft
Bei der Bodenreform wurden 1945 ermittelt: eine Besitzung über 100 Hektar hatte 339 Hektar landwirtschaftliche Nutzfläche, 13 Besitzungen unter 100 ha hatten zusammen 141 Hektar, zwei Kirchenbesitzungen hatten zusammen 21 Hektar, eine Gemeindebesitzung hatte 2 Hektar. Enteignet wurde das Rittergut mit 372,2 Hektar Gesamtfläche. Es wurde umgewandelt in einen Betriebsteil des Lehr- und Versuchsguts Iden-Rohrbeck der Universität Halle (Saale). 1948 wurde es der Universität in Rechtsträgerschaft übergeben und war damit das jüngste der 12 Güter der Universität, aber mit über 100 Hektar landwirtschaftlicher Nutzfläche das größte aller Lehr- und Versuchsgüter. Das Gut war auf Tierzucht spezialisiert.

### Verkehr
Am 1. April 1886 wurde Rohrbeck an das deutsche Eisenbahnnetz angeschlossen. Die im Besitz des Rittergutsbesitzers Philipp Freise befindliche Kleinbahn Goldbeck–Werben (Elbe) verband Goldbeck an der Hauptstrecke zwischen Wittenberge und Magdeburg mit Werben am wichtigen Transportweg Elbe. 1971 wurde die über Iden führende Kleinbahn Goldbeck–Werben (Elbe) stillgelegt.

### Herkunft des Ortsnamens
Abgeleitet aus dem Namen rorbeke steht „ror“ im Althochdeutschen und Mittelhochdeutschen für „Schilfrohr“ und „beke“ für „Bach“.

### Eingemeindungen
Ursprünglich gehörten Dorf und Gut Rohrbeck zum Arneburgischen Kreis der Mark Brandenburg in der Altmark. Zwischen 1807 und 1813 lagen sie im Landkanton Osterburg auf dem Territorium des napoleonischen Königreichs Westphalen. Nach weiteren Änderungen gehörten beide ab 1816 zum Kreis Osterburg, dem späteren Landkreis Osterburg.
Am 1. Juli 1922 wurde der Gutsbezirk Rohrbeck in die Landgemeinde Rohrbeck eingemeindet. Am 20. Juli 1950 wurde die Gemeinde Rohrbeck aus dem Landkreis Osterburg in die Gemeinde Iden eingemeindet, zu welcher der Ortsteil Rohrbeck auch noch heute gehört.

### Einwohnerentwicklung
| Jahr                         | 1734 | 1772 | 1790 | 1801 | 1818 | 1840 | 1864 | 1871 | 1885 | 1892 | 1895 | 1900 | 1905 |
| Dorf / Landgemeinde Rohrbeck | 109  | 80   | 133  | 154  | 105  | 195  | 161  | 159  | 170  | 234  | 195  | 271  | 247  |
| Gut / Gutsbezirk Rohrbeck    |      |      |      |      |      |      | 056  | 062  | 085  |      | 047  |      | 034  |

Quelle, wenn nicht angegeben:
| Jahr      | 1925 | 1939 | 1946 | 2014 | 2015 | 2017 | 2018 | 2020 | 2021 | 2022 | 2023 |
| Einwohner | 0287 | 0227 | 0368 | 0129 | 0121 | 0120 | 0114 | 0109 | 0108 | 0104 | 0101 |

## Religion
Die evangelische Kirchengemeinde Rohrbeck gehörte früher mit ihrer Kirche, damals eine mater vagans, zur Pfarrei Uchtenhagen bei Walsleben.
Die Kirchengemeinde gehört heute zum Kirchspiel Walsleben und damit zum Pfarrbereich Königsmark im Kirchenkreis Stendal im Bischofssprengel Magdeburg der Evangelischen Kirche in Mitteldeutschland.
Die ältesten überlieferten Kirchenbücher für Rohrbeck stammen aus dem Jahre 1730.

## Kultur und Sehenswürdigkeiten
- Die evangelische Dorfkirche Rohrbeck ist ein einfacher, rechteckiger gotischer Backsteinbau, der auf Grundmauern einer alten Feldsteinkirche errichtet und um 1860 im neugotischen Stil umgebaut worden ist.[12] Der Vorgängerbau wird dem 14. bis 15. Jahrhundert zugeschrieben.[23] Die heutige Ausstattung stammt von 1960.[24] Im Jahr 1649 hatte ein von Rossow, 1712 ein Freiherr von der Schulenburg das Kirchenpatronat in Rohrbeck inne.[11]
- Der Ortsfriedhof befindet sich auf dem Kirchhof.
- Ein Bauernhaus, ein Wohnhaus und eine Transformatorenstation stehen unter Denkmalschutz.

## Verkehr

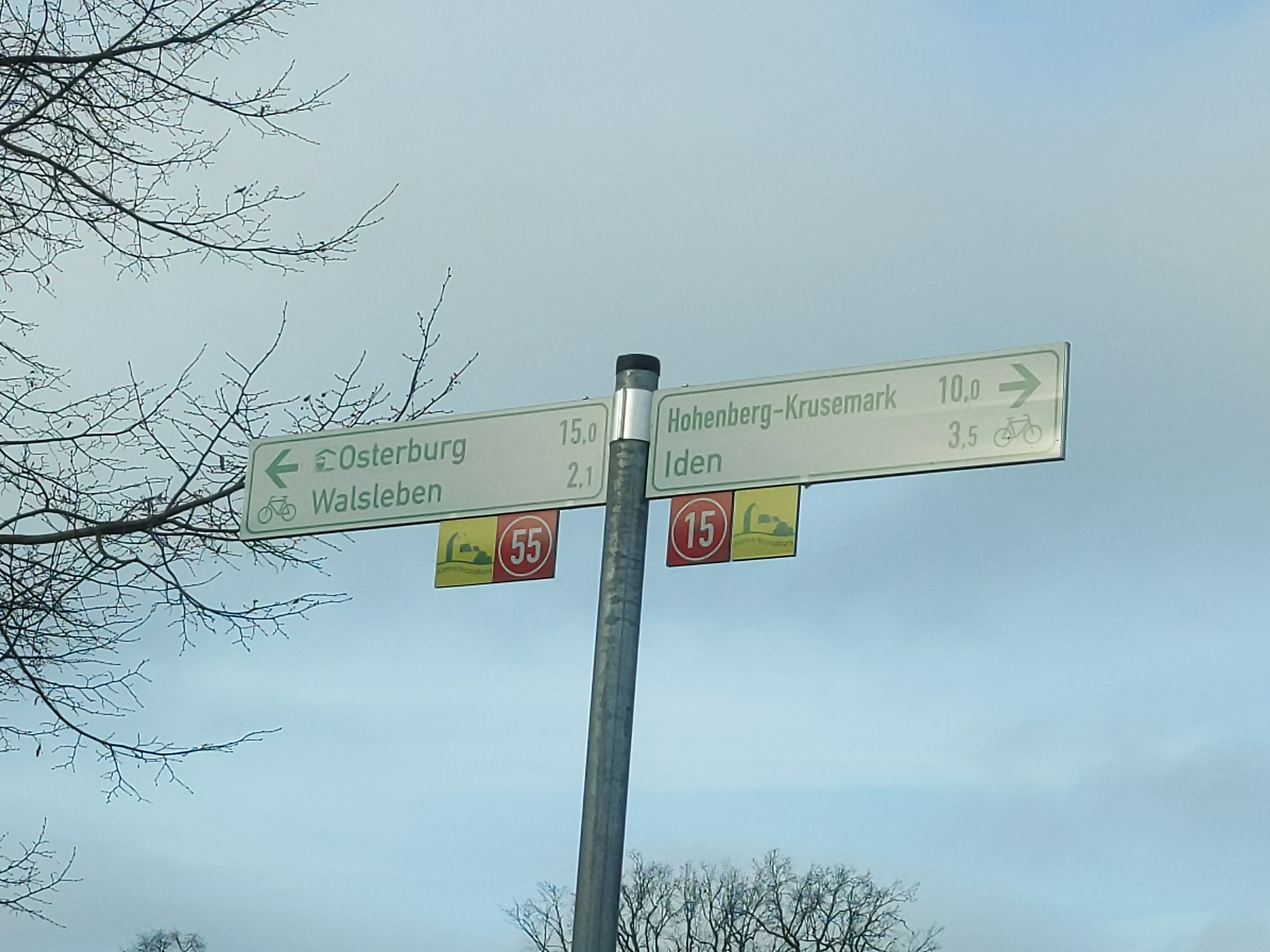
Radwegweiser in Rohrbeck

Die Kreisstraße 1072 verbindet Rohrbeck mit Goldbeck und Iden. Durch das Dorf führt der Fernradweg Altmarkrundkurs. Es verkehren Linienbusse und Rufbusse von stendalbus.